# Willem de Sitter (drost)
Willem de Sitter (Groningen, 21 juli 1750 - Midlaren, 7 juni 1827) was een Groningse bestuurder en drost van Westerwolde.

## Leven en werk
De Sitter, zoon van de Groningse jurist Wolter Reinolt de Sitter en Johanna Schultens, studeerde rechten aan de hogeschool van Groningen en promoveerde aldaar in 1772. De Sitter werd hoofdman van de Hoge Justitie Kamer in het gewest Groningen (1776-1795). In 1803 werd hij lid van het Wetgevend Lichaam voor Groningen en in 1807 werd hij benoemd tot drost van Westerwolde. In 1814 werd hij namens het departement Wester-Eems lid van de landelijke Vergadering van Notabelen, die de eerste grondwet voor het Koninkrijk der Nederlanden vaststelde.
In de periode 1803 tot 1810 was zijn broer Albert Johan de Sitter ook drost, Willem van Westerwolde en Albert Johan van de beide Oldambten. De drosten kregen vanaf het najaar 1806 de taak om rekruten voor het leger te werven, hetgeen op veel verzet stuitte bij de plaatselijke bevolking.
De Sitter huwde in 1777 te Groningen met Maria Albertina Johanna Drewes. Hun zoon Johan de Sitter en hun kleinzoon Willem de Sitter waren onder meer lid van de Eerste Kamer.
- Biografisch Portaal: 79905311
- Parlement.com: vg09llwlzczu
- Système universitaire de documentation: 249840049
- Virtual International Authority File: 215151717044313900007
- WorldCat: E39PBJjtcgPdKwr3rvw6YWwpyd